# Romeo y Jeannette
Romeo y Jeannette, obra de teatro en 4 actos de Jean Anouilh. Escrita en 1945, es una adaptación de "Romeo y Julieta" y está impregnada del pesimismo propio de la época en que fue escrita.

## Análisis de los personajes
Los personajes principales son Frederic (Romeo), joven de buena familia, y Jeannette, la hermana de su prometida (Julia). Al parecer, el autor quiso una Julieta (Juliette) compuesta por las personalidades de dos mujeres distintas (JULIa y JeannETTE). Además, también aparecen la madre de Frederic, el padre y el hermano (Lucien) de Jeannette, y un cartero.
Frederic 
encantador; ingenuo
Jeannette
opuesta a su hermana y a la madre
Julia
imita a la madre; práctica; trabajadora
trata de escapar del mundo que representa su familia
Lucien
cínico; descreído; romántico
El Padre 
vividor; don Juan de taberna
La Madre
estirada; despectiva; poco afectiva
El Cartero

## Versiones
El estreno mundial tuvo lugar en 1946, con Jean Vilar como Roméo y Suzanne Flon como Jeannette, Michel Bouquet y María Casares
La obra se estrenó en España el 14 de enero de 1966, en el Teatro Valle-Inclán de Madrid, en versión de José Luis Alonso Mañés, que además la dirigió, con decorados de Emilio Burgos e interpretada por José Luis Pellicena, María José Alfonso, Julieta Serrano, María Rus y José María Prada.